# Clerota distincta
Clerota distincta är en skalbaggsart som beskrevs av Krajcik 2008. Clerota distincta ingår i släktet Clerota och familjen Cetoniidae. Inga underarter finns listade i Catalogue of Life.